# Sala Comacina
Sala Comacina là một đô thị ở tỉnh Como trong vùng Lombardia, có cự ly khoảng 60 km về phía bắc của Milano và khoảng 20 km về phía đông bắc của Como. Tại thời điểm ngày 31 tháng 12 năm 2004, đô thị này có dân số 618 người và diện tích là 5,3 km².
Sala Comacina giáp các đô thị: Colonno, Lezzeno, Ossuccio, Ponna.